# Кінгс-Коув
Кінгс-Коув (англ. King's Cove) — містечко в Канаді, у провінції Ньюфаундленд і Лабрадор.

## Населення
За даними перепису 2016 року, містечко нараховувало 90 осіб, показавши скорочення на 18,9%, порівняно з 2011-м роком. Середня густина населення становила 4,2 осіб/км².
З офіційних мов обидвома одночасно не володів жоден з жителів, тільки англійською — 90.
Працездатне населення становило 44,4% усього населення, рівень безробіття — 37,5% (40% серед чоловіків та 0% серед жінок). 112,5% осіб були найманими працівниками, а 0% — самозайнятими.

## Клімат
Середня річна температура становить 4,5°C, середня максимальна – 19,2°C, а середня мінімальна – -11,3°C. Середня річна кількість опадів – 1 247 мм.
| Клімат поселення                              | Клімат поселення | Клімат поселення | Клімат поселення | Клімат поселення | Клімат поселення | Клімат поселення | Клімат поселення | Клімат поселення | Клімат поселення | Клімат поселення | Клімат поселення | Клімат поселення | Клімат поселення |
| Показник                                      | Січ.             | Лют.             | Бер.             | Квіт.            | Трав.            | Черв.            | Лип.             | Серп.            | Вер.             | Жовт.            | Лист.            | Груд.            |                  |
| Середній максимум, °C                         | −0,75            | −1,24            | 2,15             | 6,93             | 11,53            | 16,28            | 19,18            | 19,05            | 15,24            | 10,17            | 5,44             | 0,21             |                  |
| Середня температура, °C                       | −5,78            | −6,28            | −2,89            | 1,90             | 6,50             | 11,24            | 15,79            | 15,66            | 11,86            | 6,78             | 2,05             | −3,18            |                  |
| Середній мінімум, °C                          | −10,8            | −11,32           | −7,93            | −3,15            | 1,45             | 6,20             | 12,40            | 12,27            | 8,46             | 3,37             | −1,35            | −6,57            |                  |
| Норма опадів, мм                              | 109              | 104              | 99               | 96               | 87               | 94               | 88               | 88               | 118              | 126              | 117              | 121              |                  |
| Середньомісячна швидкість вітру, м/с          | 6.46             | 6.24             | 6.05             | 5.76             | 5.24             | 4.98             | 4.75             | 4.82             | 5.30             | 5.83             | 6.08             | 6.48             |                  |
| Середньомісячна сонячна радіація, кДж/м²·день | 3846             | 6690             | 10597            | 14111            | 17173            | 19043            | 19011            | 15957            | 11829            | 6963             | 3963             | 2913             |                  |
| --------------------------------------------- | ---------------- | ---------------- | ---------------- | ---------------- | ---------------- | ---------------- | ---------------- | ---------------- | ---------------- | ---------------- | ---------------- | ---------------- | ---------------- |
| Джерело:                                      |                  |                  |                  |                  |                  |                  |                  |                  |                  |                  |                  |                  |                  |